# فابيو لوبيز (لاعب كرة قدم برتغالي)
فابيو لوبيز (بالبرتغالية: Fábio Lopes‏) هو لاعب كرة قدم برتغالي في مركز الهجوم، ولد في 7 ديسمبر 2001 في البرتغال. لعب مع Brackley Town F.C. ‏.

## وصلات خارجية
- فابيو لوبيز (لاعب كرة قدم برتغالي) على موقع قاعدة بيانات كرة القدم.إي يو (الإنجليزية)
- فابيو لوبيز (لاعب كرة قدم برتغالي) على موقع Soccerway.com (الإنجليزية)